# Jacques Blum
Jacques Samuel Blum (født 12. februar 1945 i Sverige, død 3. marts 2012 i København) var en dansk kultursociolog. Han blev født i i 1945 som statsløs flygtning af polsk/tyske forældre. Kort efter fødslen kom Jacques Blum til Danmark, hvor han som 18-årig opnåede dansk statsborgerskab. 
Jacques Blum var magister i kultursociologi fra Københavns Universitet. Han har bl.a. forsket i teatersociologi. Han har endvidere været ansat ved det Det Teologiske Fakultet ved Københavns Universitet og ved RUC og Lunds Universitet. Blum har endvidere været tilknyttet Dansk Center for Internationale Studier og Menneskerettigheder. I en periode har han været talsmand for Det mosaiske Troessamfund.
Jacques Blum har som forfatter udgivet en række bøger og fungerede endvidere som chefredaktør på Magasinet Goldberg.

## Eksterne links
- Jacques Blum på gravsted.dk
- Jacques Blum på Gyldendal.dk
- Nekrolog fra Berlingske